# Liščí Hora (Rybník nad Radbuzou)
Liščí Hora (deutsch Fuchsberg) ist eine Wüstung in der Gemeinde Rybník nad Radbuzou (deutsch Waier) im westböhmischen Okres Domažlice in Tschechien.

## Geographie
Fuchsberg lag etwa 1,2 km nordöstlich von Neubäu, 4,7 km nördlich von Waier, 2 km nordöstlich von Schwanenbrückl, 4,2 km nordwestlich von Muttersdorf, 4 km südwestlich von Heiligenkreuz 1,7 km von der Radbuza entfernt.
Nordwestlich von Fuchsberg erhebt sich die 706 m hohe Neubäu-Höhe (tschechisch: Výšina).
1,5 km südlich von Fuchsberg, unterhalb am Osthang entspringt der Waldweiherbach (tschechisch: Bystřicky potok).

## Geschichte
Fuchsberg gehört zu den Schwanberger Siedlungen: Wistersitz, Fuchsberg, Hammersbrunn-Neubäu, Eisendorf, die alle zwischen 1530 und 1540 gegründet wurden.
Im Jahre 1577 wurde Fuchsberg erstmals schriftlich erwähnt.
Seit 1629 war Fuchsberg nach Heiligenkreuz eingepfarrt.
In der Steuerrolle von 1654 standen für Fuchsberg die Familiennamen Koch, Spindler und Werner.
1656 gab es in Fuchsberg 4 Bauern, 1 ödes Anwesen, 18 Gespanne, 14 Kühe, 17 Stück Jungvieh und 29 Schweine.
Fuchsberg gehörte 1789 zur Herrschaft Heiligenkreuz.
Es hatte 1839 12 Häuser und 116 Einwohner, 1913 16 Häuser und 106 Einwohner.
1930 gab es dort 16 Häuser, in denen 99 Deutsche und ein Tscheche wohnten.
Fuchsberg gehörte zur Gemeinde Neubäu, die Kinder waren nach Schwanenbrückl, später nach Neubäu, eingeschult.